# Jiang Chaozong
Jiang Chaozong (ur. 1861, zm. 1943) – chiński wojskowy i polityk.
Pochodził z Jingde w prowincji Anhui. W 1917 roku został wicedowódcą garnizonu pekińskiego. W tym samym roku otrzymał awans do stopnia generała.
W czerwcu 1917 roku sprawował tymczasowo urząd premiera Republiki Chińskiej. Jako szef rządu poparł prezydenta Li Yuanhonga w jego sporze z parlamentem i kontrasygnował prezydencki dekret,
na mocy którego parlament został rozwiązany. W lipcu tego samego roku poparł monarchistę Zhang Xuna w jego nieudanej próbie restytucji cesarstwa. Po tych wydarzeniach wycofał się z polityki.
Po japońskiej inwazji na Chiny w 1937 roku jako jeden z pierwszych podjął kolaborację z okupantem. Mianowany został burmistrzem Pekinu, zaś po utworzeniu kolaboracyjnego rządu Wang Kemina został członkiem jego zgromadzenia ustawodawczego.